# Open Access Week

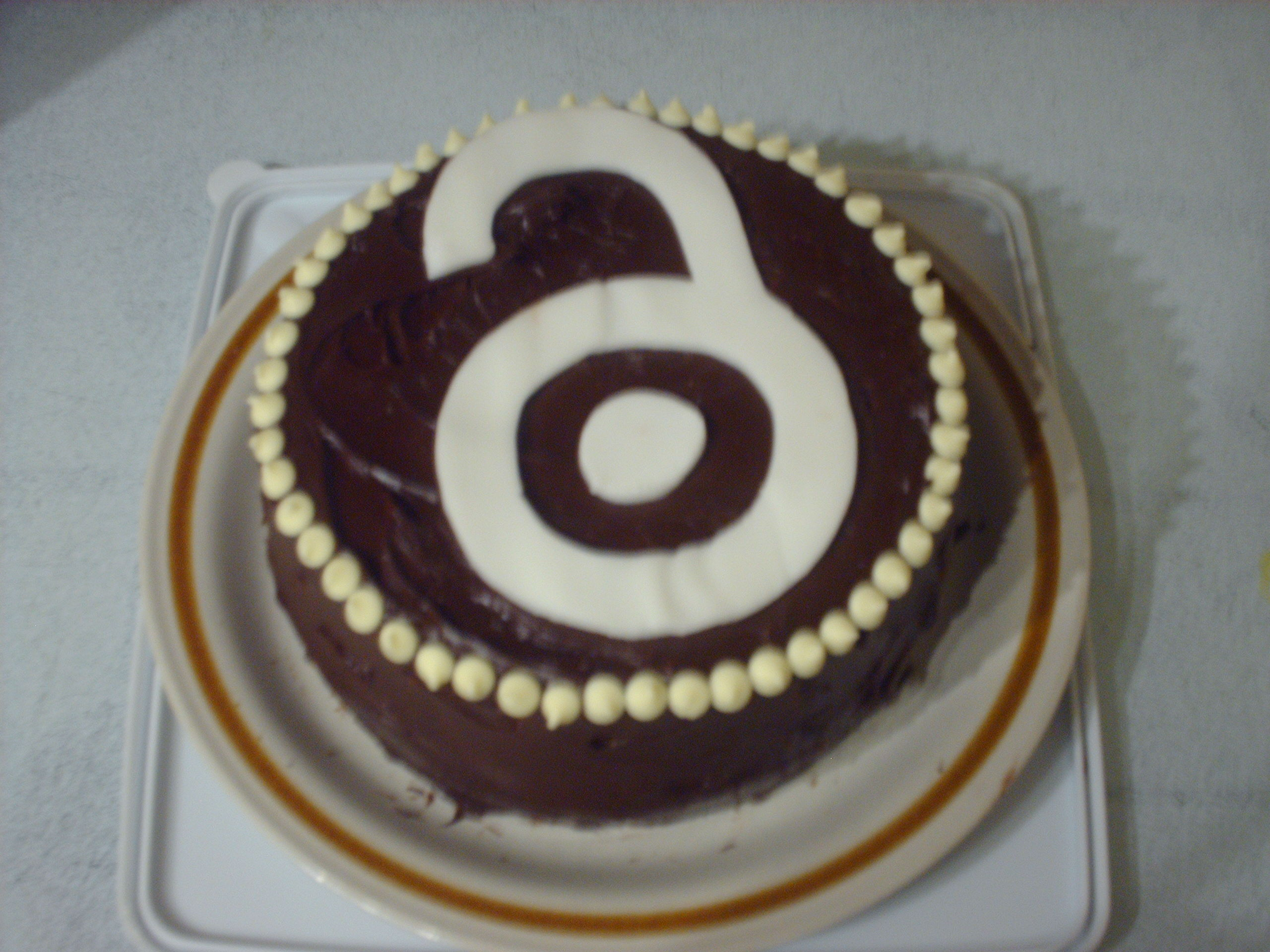
Ein Kuchen für die Feierlichkeiten der Open Access Week 2010 an der University of Lincoln, mit dem Open Access logo

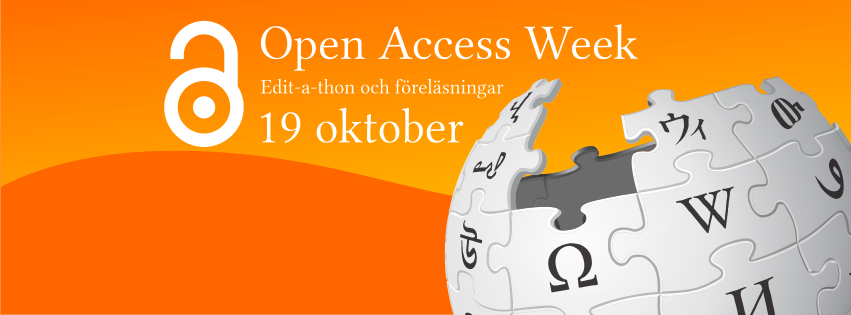
Ein Web-Banner (auf Schwedisch) für einen Edit-a-thon während der Open Access Week 2015

Die Open Access Week ist eine seit 2009 jährlich stattfindende internationale Aktionswoche zur Förderung von Open Access und verwandten Themen von Open Science. Sie findet weltweit in der letzten vollen Woche im Oktober sowohl online als auch offline statt. Typische Aktivitäten sind Vorträge, Seminare, Symposien oder die Ankündigung von Open-Access-Policies oder anderen Meilensteinen im Open-Access-Bereich. Sie geht auf den von SPARC und PLOS 2008 erstmals organisierten Open Access Day zurück, der die Idee eines Aktionstages aufgreift, der im Jahr zuvor am 15. Februar 2007 von Students for Free Culture und der Alliance for Taxpayer Access organisiert wurde.

## Themen
- 2025:  „Wem gehört unser Wissen?“[4]
- 2024: erneut „Gemeinschaft statt Kommerzialisierung“[5]
- 2023: „Gemeinschaft statt Kommerzialisierung“
- 2022: „Offen für Klimagerechtigkeit“[6]
- 2021: „Es kommt darauf an, wie wir Wissen öffnen: Aufbau struktureller Gerechtigkeit“[7]
- 2020: „Offen mit Zweck: Maßnahmen ergreifen, um strukturelle Gerechtigkeit und Inklusion aufzubauen“[8]
- 2019: „Offen für wen? Gerechtigkeit in offenem Wissen“[9]
- 2018: „Entwerfen gerechter Grundlagen für offenes Wissen“[10]
- 2017: „Offen, um...“[11]
- 2016: „Offen in Aktion“[12]
- 2015: „Offen für Zusammenarbeit“[13]
- 2014: „Generation offen“[14]
- 2013: „Wirkung neu definieren“[15]
- 2012: „Lege die Standardeinstellung für open access fest“[16]